# Dicasi

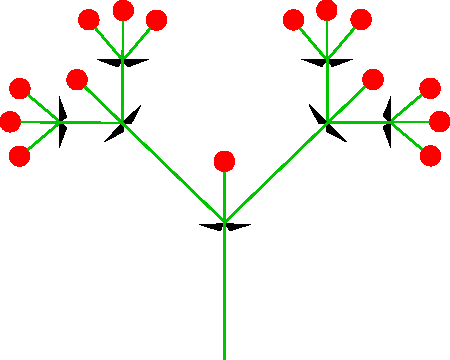
Esquema d'un dicasi.

Un dicasi o cima bípera és un tipus d'inflorescència cimosa o tancada. En aquestes inflorescències l'eix principal acaba en una flor, per tant deixa de créixer, però un poc per sota es desenvolupen borrons que també acabaran en sengles flors que deixen de créixer. Per comoditat a cada eix que acaba en una flor l'anomenarem branca florífera.
El nombre de branques floríferes que es desenvolupen sota la primera flor és variable, pot ser una o més. En el cas de ser una de sola, la inflorescència s'anomena monocasi. Si són dues branques floríferes, la inflorescència s'anomena dicasi.
El dicòtom és un dicasi en el qual l'eix principal acaba en una flor i una mica per sota es desenvolupen dues branques, una enfront de l'altra, acabant cadascuna en una flor. Sota d'aquestes flors es desenvolupen unes altres dues branquetes floríferes que es comportaran com les anteriors. El desenvolupament es produeix en diversos plans cosa que atorga a la inflorescència en el seu conjunt un aspecte de panotxa. El dicòtom és la inflorescència típica dels gèneres de cariofil·làcies i de diverses gencianàcies.